# Phoceana
Phoceana är ett släkte av mossdjur. Phoceana ingår i familjen Phoceanidae.
Kladogram enligt Catalogue of Life:
| Phoceana | \| \| Phoceana acadiana \| \| \| \| \| \| Phoceana columnaris \| \| \| \| \| \| Phoceana tubulifera \| \| \| \| |
|          | \| \| Phoceana acadiana \| \| \| \| \| \| Phoceana columnaris \| \| \| \| \| \| Phoceana tubulifera \| \| \| \| |
|          | Sertulipora |
|          | |
|          | Phoceana acadiana                                                                                               |
|          | |
|          | Phoceana columnaris                                                                                             |
|          | |
|          | Phoceana tubulifera                                                                                             |
|          | |

|  | Phoceana acadiana   |
|  |                     |
|  | Phoceana columnaris |
|  |                     |
|  | Phoceana tubulifera |
|  |                     |